# Isla de la Cartuja
Isla de la Cartuja (pol. Wyspa kartuzów) – hiszpańska wyspa rzeczna, zlokalizowana w północno-zachodniej części Sewilli (dzielnica Triana), na rzece Gwadalkiwir. 
Na wyspie usytowano tereny Wystawy Światowej z 1992 r. o powierzchni 215 hektarów. Centralnym punktem założenia był poddany renowacji klasztor zakonu kartuzów Santa María de las Cuevas z XV wieku (zwany również klasztor de la Cartuja). W jego budynkach przebywał Krzysztof Kolumb, przygotowując swoją drugą wyprawę do Ameryki. Spotykał się tutaj z mnichem Gasparem de Gorricio (Włochem) i przechowywał część dokumentów oraz cennych przedmiotów osobistych. W 1841 r. klasztor zakupił Anglik z Londynu – Charles Pickman i otworzył tutaj fabrykę ceramiczną. 
Z okazji Wystawy Światowej wyspa została całkowicie zrewitalizowana – powstały ciągi kanałów, fontanny, wodospady i parki. Wybudowano sztuczne jezioro i wiele pawilonów, w tym najbardziej charakterystyczny – Torre Panorámica. Po wystawie obiekty zagospodarowano na różny sposób (park tematyczny, wystawa historyczna, rekonstrukcja portu sewilskiego z XVI wieku, kino Omnimax i tereny biznesowe).
Na wyspie zlokalizowany jest, zbudowany w latach 1997–1999, Stadion La Cartuja.